# Município de Seneca (condado de Monroe, Ohio)
O município de Seneca (em inglês: Seneca Township) é um município localizado no condado de Monroe no estado estadounidense de Ohio. No ano de 2010 tinha uma população de 486 habitantes e uma densidade populacional de 8,35 pessoas por km².

## Geografia
O município de Seneca encontra-se localizado nas coordenadas 39° 49′ 36″ N, 81° 16′ 16″ O. Segundo a Departamento do Censo dos Estados Unidos, o município tem uma superfície total de 58.18 km², da qual 58,17 km² correspondem a terra firme e (0,01 %) 0,01 km² é água.

## Demografia
Segundo o censo de 2010, tinha 486 pessoas residindo no município de Seneca. A densidade populacional era de 8,35 hab./km². Dos 486 habitantes, o município de Seneca estava composto pelo 98,35 % brancos, o 0,82 % eram afroamericanos, o 0,21 % eram asiáticos e o 0,62 % eram de uma mistura de raças. Do total da população o 0 % eram hispanos ou latinos de qualquer raça.